# Racinoa ianthe
Racinoa ianthe is een vlinder uit de familie van de echte spinners (Bombycidae). De wetenschappelijke naam voor de soort is, als Trilocha ianthe, voor het eerst geldig gepubliceerd in 1887 door Herbert Druce.
De soort komt voor in het Afrotropisch gebied.

## Andere combinaties
- Ocinara ianthe (Druce, 1887)